# Гизатулин, Минулла Сунгатович
Минулла Сунгатович Гизатулин (Гизатуллин, тат. Гыйззәтуллин; 1925—1993) — участник Великой Отечественной войны, автоматчик 20-й гвардейской механизированной бригады 8-го гвардейского механизированного корпуса 1-й гвардейской танковой армии 1-го Украинского фронта, гвардии красноармеец. Герой Советского Союза.

## Биография
Родился 10 ноября 1925 года в деревне Кукеево Рыбно-Слободского района Татарской АССР (ныне Татарстан) в семье крестьянина. Татарин.
Окончил 6 классов. Работал в колхозе.
В Красной Армии с апреля 1943 года. На фронте Великой Отечественной войны — с декабря 1943 года.
Автоматчик 20-й гвардейской механизированной бригады комсомолец гвардии рядовой Минулла Гизатулин 30 июля 1944 года под огнём противника переправился вплавь через реку Вислу в районе г. Баранув-Сандамерски (Польша), подполз к траншеям врага, забросал его гранатами, затем огнём из автомата поддерживал форсирование реки подразделениями.
Осенью 1947 года был демобилизован. Член КПСС с 1952 года. Проживал в г. Казань. Работал электросварщиком на заводе железобетонных конструкций.
Умер в 1993 году.

## Награды
- Звание Героя Советского Союза присвоено 23 сентября 1944 года (награда № 4582)[3].
- Награждён орденами Ленина, Отечественной войны 1-й степени и Красной Звезды, а также медалями.